# Championnats du monde de karaté 1972
Navigation
Édition précédente Édition suivante
Les championnats du monde de karaté 1972 ont eu lieu à Paris, en France, en 1972. Il s'agissait de la deuxième édition des championnats du monde de karaté senior. Au total, 220 karatékas provenant de 22 pays du monde ont participé aux deux épreuves au programme.

## Résultats

### Épreuve individuelle
| Rang | Pays        | Karatéka             |
| ---- | ----------- | -------------------- |
| 1    | Brésil      | Luiz Tasuke Watanabe |
| 2    | Royaume-Uni | William Higgins      |
| 3    | France      | Guy Sauvin           |
| 3    | Yougoslavie | Schupter             |

### Épreuve par équipes
| Rang | Pays        | Karatékas |
| ---- | ----------- | --- |
| 1    | France      | Francis Didier, Gilbert Gruss, Patrice Lenoir, François Petitdemange, Guy Sauvin, Alain Setrouk et Dominique Valera |
| 2    | Italie      | |
| 3    | Royaume-Uni | |
| 3    | Singapour   | |

## Tableau des médailles
Au total, huit médailles ont été distribuées. Six pays en ont remporté au moins une. Au tableau des médailles, c'est la France, pays hôte, qui s'impose en tête avec une médaille d'or et une autre de bronze.
| Tableau des médailles |             |    |        |        |       |
| Rang                  | Pays        | Or | Argent | Bronze | Total |
| 1                     | France      | 1  | 0      | 1      | 2     |
| 2                     | Brésil      | 1  | 0      | 0      | 1     |
| 3                     | Royaume-Uni | 0  | 1      | 1      | 2     |
| 4                     | Italie      | 0  | 1      | 0      | 1     |
| 5                     | Singapour   | 0  | 0      | 1      | 1     |
| 5                     | Yougoslavie | 0  | 0      | 1      | 1     |